# Pucciphippsia
Pucciphippsia là một chi thực vật có hoa trong họ Hòa thảo (Poaceae). Pucciphippsia là một chi thực vật Bắc Cực thuộc họ cỏ, được tìm thấy ở Greenland, Svalbard và Magadan.

## Loài
Chi Pucciphippsia gồm các loài:
- × Pucciphippsia czukczorum Tzvelev
- × Pucciphippsia vacillans (Th.Fr.) Tzvelev